# Papyrus égyptiens

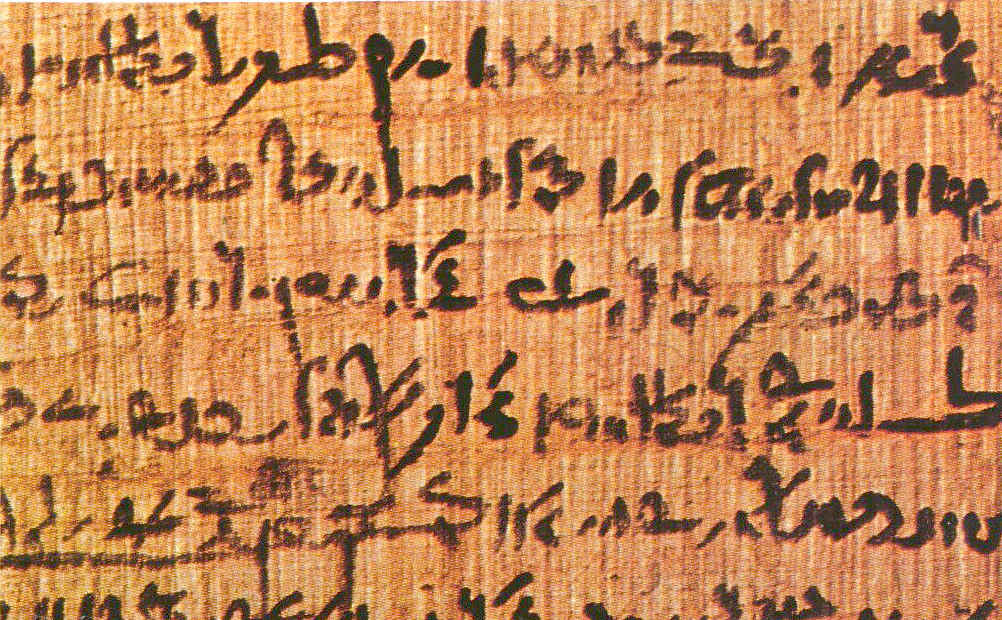
Photo d'un papyrus, montrant la texture formée des bandes verticales et horizontales de la plante de papyrus

Les papyrus égyptiens énumérés ci-dessous sont les papyrus les plus connus, écrits en hiéroglyphes, hiératique, démotique ou grec à l'exception de ceux trouvés à l'étranger ou contenant des textes bibliques.
La description du contenu est précédée d'une lettre indiquant le genre littéraire auquel le papyrus appartient. Dans le cas de textes de diverses natures, la première lettre se réfère au texte le plus important sur le papyrus.
- B : biographie
- D : dessins : bandes dessinées, cartes
- E : enseignements, instructions
- F : funéraire : livres des morts
- L : textes littéraires : contes, poèmes
- M : listes de mots
- O : documents officiels
- P : papyrus privé : correspondance, contrats
- R : religieux, mythes
- S : scientifique : mathématiques, médecine

## Liste des papyrus
| Papyrus                                                      | Datation                                          | Découverte Lieu, date                               | Contenu | Lieu de conservation                                       | Référence d'enregistrement                    |
| ------------------------------------------------------------ | ------------------------------------------------- | --------------------------------------------------- | --- | ---------------------------------------------------------- | --------------------------------------------- |
| Papyrus de Ouadi el-Jarf                                     | XXVIe siècle IVe dynastie XXVe siècle Ve dynastie | Port antique de Ouadi el-Jarf (Mer Rouge) 2011-2013 | O - Manifestes maritimes (connaissements) citant abondamment Khéops                                           |                                                            |                                               |
| Papyrus d'Abousir                                            | XXVe siècle Ve dynastie                           | Nécropole d'Abousir                                 | O - Néferirkarê Kakaï                                                                                         |                                                            |                                               |
| Papyrus mathématique de Moscou                               | XXIe siècle XIe dynastie                          |                                                     | S - 25 problèmes mathématiques et solutions                                                                   | Musée des Beaux-Arts Pouchkine Moscou (Russie)             |                                               |
| Papyrus de Berlin                                            | XXIe siècle                                       | Saqqarah                                            | S - Sujets médicaux et mathématiques                                                                          | Berlin (Allemagne)                                         | P. Berlin 6619                                |
| Papyrus Westcar                                              | XXe siècle Ve dynastie                            |                                                     | L - papyrus Westcar                                                                                           | Ägyptisches Museum Berlin (Allemagne)                      | P. Berlin 3033                                |
| Papyrus de l'Hermitage 1116A Papyrus Carlsberg 6             | XXe siècle                                        |                                                     | E - Instructions de Mérikarê                                                                                  |                                                            |                                               |
| Papyrus de Léningrad 1115                                    | XXe siècle                                        |                                                     | L - Conte du naufragé                                                                                         | Moscou (Russie)                                            | P. Léningrad 1115                             |
| Papyrus Prisse                                               | XXe siècle Ve dynastie                            |                                                     | E - Instructions pour Kagemni, suivis par l'Enseignement de Ptahhotep                                         | Bibliothèque nationale Paris (France)                      |                                               |
| Papyrus Berlin 3023 Papyrus Berlin 3025 Papyrus Berlin 10499 | XXe siècle                                        |                                                     | L - Conte du Paysan éloquent                                                                                  | Berlin (Allemagne)                                         | P. Berlin 3024 P. Berlin 3025 P. Berlin 10499 |
| Papyrus Butler 527                                           | XXe siècle                                        |                                                     | L - Conte du Paysan éloquent                                                                                  | British Museum Londres (Royaume-Uni)                       | P. BM 10274                                   |
| Papyrus Berlin 3024                                          | XXe siècle                                        |                                                     | L - Dialogue du désespéré avec son bâ                                                                         | Berlin (Allemagne)                                         | P. Berlin 3024                                |
| Papyrus Hearst                                               | XXe siècle Moyen Empire                           | Deir el-Ballas 1901                                 | S - Textes médicaux                                                                                           | Université de Californie Berkeley (États-Unis)             |                                               |
| Papyrus mathématique de Rhind                                | XIXe siècle                                       | Thèbes                                              | S - 87 problèmes résolus d'arithmétique, d'algèbre, de géométrie et d'arpentage                               | British Museum Londres (Royaume-Uni)                       | P. BM 10057 P. BM 10058                       |
| Papyrus d'El-Lahoun                                          | XIXe siècle                                       |                                                     | S - Traité de gynécologie - traité de mathématiques et solutions                                              | University College Londres (Royaume-Uni)                   |                                               |
| Papyrus Berlin 3022                                          | XIXe siècle                                       |                                                     | B (?) - Conte de Sinouhé                                                                                      | Berlin (Allemagne)                                         | P. Berlin 3022                                |
| Papyrus dramatique du Ramesséum                              | XVIIIe siècle                                     |                                                     | S - Textes médicaux                                                                                           |                                                            |                                               |
| Papyrus Boulaq 18                                            | XVIIIe siècle XIIIe dynastie                      |                                                     | S - Technique de comptabilité en partie double                                                                | Le Caire, (Égypte)                                         |                                               |
| Papyrus médical de Londres                                   | XVIIIe siècle Toutânkhamon                        |                                                     | S - Remèdes contre la maladie                                                                                 | British Museum Londres (Royaume-Uni)                       | P. BM 10059                                   |
| Papyrus Reisner                                              | XVIIIe siècle                                     |                                                     | O - Textes officiels                                                                                          |                                                            |                                               |
| Papyrus d'Ipou-Our                                           | XVIIe siècle                                      |                                                     | E - Les Admonestations d'Ipou-Our ou Le Dialogue d'Ipou-Our et du Seigneur de toutes choses                   | Musée des antiquités national néerlandais Leyde (Pays-Bas) | P. Leyde I 344                                |
| Papyrus Golenischeff                                         | XVIIe siècle                                      |                                                     | R - Hymne à la couronne rouge                                                                                 |                                                            |                                               |
| Papyrus Edwin Smith                                          | XVIe siècle                                       | Thèbes                                              | S - Observations anatomiques et cliniques, traumatismes et traitements appliqués pour 48 affections médicales | Académie de médecine New York (États-Unis)                 |                                               |
| Papyrus Ebers                                                | XVIe siècle                                       | Louxor 1862                                         | S - Textes médicaux                                                                                           | Université de Leipzig Leipzig (Allemagne)                  |                                               |
| Papyrus érotique de Turin                                    | XVIe siècle                                       |                                                     | D - Dessins d'animaux et de scènes érotiques                                                                  | Museo Egizio Turin (Italie)                                | P. Turin 55001                                |
| Papyrus Millingen (désormais perdu)                          | XVIe siècle                                       |                                                     | E - Instructions d'Amenemhat                                                                                  |                                                            |                                               |
| Papyrus d'Ani                                                | XIIIe siècle                                      | Thèbes 1887                                         | F - Livre des morts                                                                                           | Musée égyptien du Caire Le Caire (Égypte)                  | P. Boulaq 4                                   |
| Canon royal de Turin                                         | XIIIe siècle                                      | Thèbes 1822                                         | O - Liste de rois                                                                                             | Museo Egizio Turin (Italie)                                |                                               |
| Papyrus Sallier II                                           | XIIIe siècle                                      |                                                     | E - Satire des métiers                                                                                        | British Museum Londres (Royaume-Uni)                       |                                               |
| Papyrus Anastasi I                                           | XIIIe siècle                                      |                                                     | E - Lettre satirique                                                                                          | British Museum Londres (Royaume-Uni)                       | P. BM 10247                                   |
| Papyrus Harris I                                             | XIIe siècle                                       | Médinet Habou 1855                                  | O - Liste de donations aux temples                                                                            | British Museum Londres (Royaume-Uni)                       | P. BM 9999                                    |
| Papyrus d'Amiens                                             | XIIe siècle Ramsès III                            | Thèbes ?                                            | O - comptabilité d'un collectage de grains, dans des domaines agricoles dépendant du grand temple de Karnak   | Musée de Picardie Amiens (France)                          | M.P. 88.3.5                                   |
| Papyrus de la Grève                                          | XIIe siècle Ramsès III                            | Deir el-Médineh                                     | O - Consignation d'événements de la grève des ouvriers de la vallée des Rois                                  | Museo Egizio Turin (Italie)                                |                                               |
| Papyrus judiciaire de Turin                                  | XIIe siècle Ramsès III                            | Deir el-Médineh                                     | O - Rapport sur la conspiration du harem contre Ramsès III                                                    | Museo Egizio Turin (Italie)                                |                                               |
| Papyrus Harris 500                                           | XIIe siècle                                       |                                                     | L - Conte du prince maudit, La Prise de Joppé, poèmes d'amour, Chant du harpiste                              | British Museum Londres (Royaume-Uni)                       | P. BM 10060                                   |
| Papyrus Pouchkine I                                          | XIIe siècle                                       |                                                     | L - Lettre littéraire                                                                                         | Moscou (Russie)                                            | P. Pouchkine I                                |
| Papyrus cartographique de Turin                              | XIIe siècle                                       |                                                     | D - Carte | Museo Egizio Turin (Italie)                                |                                               |
| Papyrus Abbott                                               | XIIe siècle Ramsès IX                             | Cheikh Abd el-Gournah 1827                          | O - Enquêtes concernant des vols commis dans des tombes                                                       | British Museum Londres (Royaume-Uni)                       |                                               |
| Papyrus Amherst                                              | XIIe siècle vers -1134                            |                                                     | O - Pillage des tombeaux égyptiens et commerce des biens culturels                                            | Musée des Beaux-Arts Bruxelles (Belgique)                  |                                               |
| Papyrus Mayer                                                | XIIe siècle                                       |                                                     | O - Investigation de crimes                                                                                   |                                                            |                                               |
| Papyrus médicaux Chester Beatty                              | XIIe siècle                                       |                                                     | S - Maux de tête et douleurs anales ou rectales                                                               | British Museum Londres (Royaume-Uni)                       |                                               |
| Papyrus British Museum 10474                                 | XIIe siècle                                       |                                                     | E - Enseignement d'Aménémopé                                                                                  | British Museum Londres (Royaume-Uni)                       | P. BM 10474                                   |
| Papyrus Lansing                                              | XIIe siècle                                       |                                                     | E - Livre d'école                                                                                             | British Museum Londres (Royaume-Uni)                       | P. BM 9994                                    |
| Papyrus Chester Beatty IV                                    | XIIe siècle                                       |                                                     | E - Éloge des écrivains morts                                                                                 | British Museum Londres (Royaume-Uni)                       | P. BM 10684                                   |
| Papyrus d’Orbiney                                            | XIIe siècle                                       |                                                     | L - Conte des deux frères                                                                                     | British Museum Londres (Royaume-Uni)                       | P. BM 10183                                   |
| Papyrus Chester Beatty II                                    | XIIe siècle                                       |                                                     | L - Conte de la vérité et du mensonge                                                                         | British Museum Londres (Royaume-Uni)                       | P. BM 10682                                   |
| Papyrus Chester Beatty I                                     | XIIe siècle                                       |                                                     | L - L'amour, la poésie Discorde entre Horus et Seth                                                           |                                                            |                                               |
| Papyrus Greenfield                                           | XIe siècle                                        |                                                     | F - Livre des morts                                                                                           | British Museum Londres (Royaume-Uni)                       | P. BM EA 10554                                |
| Papyrus Moscou 120                                           | XIe siècle                                        |                                                     | L - Histoire d'Ounamon                                                                                        |                                                            | P. Moscou 120                                 |
| Papyrus Hood                                                 | Xe siècle XXIe dynastie                           |                                                     | M - Hiérarchie des personnes entre le dieu et le cordonnier du roi Amenemopet                                 | British Museum Londres (Royaume-Uni)                       | P. BM EA 10202                                |
| Papyrus Berlin 3048                                          | VIIIe siècle                                      |                                                     | P - Contrat de mariage                                                                                        | Berlin (Allemagne)                                         | P. Berlin 3048                                |
| Papyrus Rylands 9                                            | VIe siècle                                        |                                                     | P - Pétition de Pétièse III                                                                                   | John Rylands Library Manchester (Royaume-Uni)              | P. Rylands 9                                  |
| Papyrus de Brooklyn                                          | IVe siècle                                        |                                                     | S - Textes médicaux                                                                                           | Brooklyn Museum Brooklyn (États-Unis)                      |                                               |
| Papyrus Bremner–Rhind                                        | IVe siècle                                        |                                                     | R - Chants d'Isis et Nephtys.                                                                                 | British Museum Londres (Royaume-Uni)                       | P. BM 10188                                   |
| Papyrus British Museum 10508                                 | IVe siècle                                        |                                                     | E - Instruction d'Ânkhsheshonq                                                                                | British Museum Londres (Royaume-Uni)                       | P. BM 10508                                   |
| Papyrus Berlin 3008                                          | IVe siècle                                        |                                                     | R - Lamentations d'Isis et de Nephtys                                                                         | Berlin (Allemagne)                                         | P. Berlin 3008                                |
| Papyrus du Caire N° 30646                                    | IVe siècle                                        |                                                     | L - Khâemouaset (fils de Ramsès III)                                                                          | Musée égyptien du Caire Le Caire (Égypte)                  | P. Caire N° 30646                             |
| Papyrus du Caire N° 30692                                    | IVe siècle                                        |                                                     | L - Khâemouaset (fils de Ramsès III)                                                                          | Musée égyptien du Caire Le Caire (Égypte)                  | P. Caire N° 30692                             |
| Papyrus de Vienne 6165                                       | IVe siècle                                        |                                                     | L - Histoire du roi Pétoubastis                                                                               | Vienne (Autriche)                                          | P. Vienne 6165                                |
| Papyrus de Leyde I 384                                       | IVe siècle                                        |                                                     | R - Mythe de l'Œil du Soleil                                                                                  |                                                            | P. Leyde I 384                                |
| Papyrus de Milan                                             | IIIe siècle                                       |                                                     | L - Poèmes en grec                                                                                            | Université de Milan Milan (Italie)                         | P. Mil.Vogl. VIII 309                         |
| Papyrus Carlsberg                                            | IIe siècle                                        |                                                     | S - Textes médicaux                                                                                           | Université de Copenhague Copenhague (Danemark)             |                                               |
| Papyrus Insinger                                             | IIe siècle                                        |                                                     | E - Instructions (Sebayt)                                                                                     | Leyde (Pays-Bas)                                           |                                               |
| Papyrus Jumilhac                                             | IIe siècle Dynastie lagide                        |                                                     | O - Traité de géographie concernant le 17e nome de Haute-Égypte                                               | Musée du Louvre Paris (France)                             | E. 17110                                      |
| Papyrus British Museum 604.                                  | Ier siècle                                        |                                                     | L - Khâemouaset (fils de Ramsès III)                                                                          | British Museum Londres (Royaume-Uni)                       | P. BM 604                                     |

## Source
- Miriam Lichtheim, Ancient Egyptian Literature, Vol. 1 to 3